# الدوري المغربي لكرة القدم 2008–09
الدوري المغربي 2008/2009 هي النسخة 52 في تاريخ البطولة المغربية التي بدأت سنة 1956 بعد الاستقلال، فاز بهذه النسخة نادي الرجاء الرياضي للمرة 9 في تاريخه.

## الترتيب النهائي
- 1- نادي الرجاء الرياضي 61 نقطة
- 2- الدفاع الحسني الجديدي  54 نقطة
- 3- الجيش الملكي 53 نقطة
- 4- نادي الوداد الرياضي 50 نقطة
- 5- أولمبيك خريبكة 46 نقطة
- 6- المغرب التطواني  41 نقطة
- 7- نادي الجمعية السلاوية 40 نقطة
- 8- المغرب الفاسي 40 نقطة
- 9- حسنية أكادير 38 نقطة
- 10- الكوكب المراكشي 36 نقطة
- 11- أولمبيك أسفي  34 نقطة
- 12- شباب المسيرة 34 نقطة
- 13- الاتحاد الزموري للخميسات  33 نقطة
- 14- النادي القنيطري 31 نقطة
- 15- مولودية وجدة 28 نقطة
- 16- شباب المحمدية  21 نقطة

## إحصائيـات
- هداف الدوري : مصطفى العلاوي من الجيش الملكي بـ 14 هدفاً
- أقوى خط هجوم : نادي الرجاء الرياضي بـ 44 هدفاً
- أضعف خط هجوم : شباب المحمدية بـ 16 هدفاً
- أقوى خط دفاع : الجيش الملكي تلقى 17 هدفاً
- أضعف خط دفاع : شباب المسيرة تلقى 41 هدفاً
- الأكثر فوزاً : نادي الرجاء الرياضي بـ 17 انتصاراً
- الأقل فوزاً : شباب المحمدية بـ 4 انتصارات
- الأكثر تعادلاً : أولمبيك أسفي بـ 16 تعادلاً
- الأكثر خسارة : شباب المحمدية بـ 17 هزيمة
- الأقل خسارة : نادي الرجاء الرياضي بـ 3 هزائم

## وصلات خارجية
- الجامعة المغربية لكرة القدم
- موقع البطولة المتخصص في أخبار الدوري المغربي